# Лаура Манчинели
Лаура Манчинели (на италиански: Laura Mancinelli) е италианска писателка, германистка, медиевистка, преводачка и университетска преподавателка.
Манчинели пише също академични текстове, книги за деца, есета (многобройни за средновековната история) и романи.

## Биография
Лаура Манчинели е родена в Удине през 1933 г., а след кратки престои между Роверето и Мантуа, където прекарва ранното си детство, през 1937 г. семейството се премества за постоянно в Торино.
След училищното си образование и следването си завършва университета в Торино през 1956 г. със специалност немска литература с акцент върху съвременната литература.
В годините след докторантурата си тя преподава, без да се отказва от страстта си към средновековната немска култура. През 1969 г. пише есето Песента на нибелунгите. Проблеми и ценности.
През 70-те години на миналия век преподава германистика в университета в Сасари, а след това е повикана във Венеция от германиста Ладислао Митнер и през 1976 г. основава катедрата по история на немския език във Венецианския университет.
По съвет на своя колега и приятел Клаудио Магрис през 1972 г. редактира и превежда на италиански език от оригиналния том Нибелунгите, последван през 1978 г. от Тристан (Готфрид фон Щрасбург) и през 1989 г. от Грегориус и Бедният Хайнрих (Хартман фон Ауе).
В началото на 90-те години, засегната от множествена склероза, Лаура Манчинели напуска катедрата по немска филология.
Манчинели умира на 7 юли 2016 г. в Торино в резултат на заболяването си. Прощалната церемония се състоя на 11 юли 2016 г. в монументалното гробище на Торино; погребението се състоя в Ексилес в долината Суза, където писателката е поставила действието на един от романите си.

### Романи
- I dodici abati di Challant (1981)
- Il fantasma di Mozart (1986)
- Il miracolo di santa Odilia (1989)
- Amadé (1990)
- La casa del tempo (1993)
- Gli occhi dell'imperatore (1994)
- Raskolnikov (1996)
- Il principe scalzo (1999)

### Книги за деца
- Ubaldo il galletto che amava la musica di Ravel. Vita e opinioni del polpo chiamato Arturo (2011)